# Alexander H. Rice

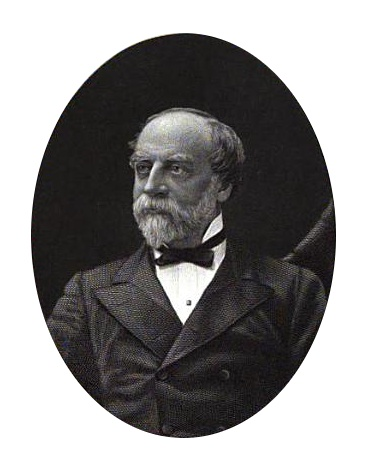
Alexander H. Rice

Alexander Hamilton Rice (* 30. August 1818 in Newton, Massachusetts; † 22. Juli 1895 in Melrose, Massachusetts) war ein US-amerikanischer Politiker und von 1876 bis 1879 Gouverneur des Bundesstaates Massachusetts. Zwischen 1859 und 1867 vertrat er seinen Staat im US-Repräsentantenhaus.

## Frühe Jahre und politischer Aufstieg
Alexander Rice besuchte die öffentlichen Schulen seiner Heimat und danach bis 1840 das Union College in Schenectady. Danach wurde er in der Papierherstellung tätig. Rice spielte eine wichtige Rolle bei der Gründung der Republikanischen Partei in Massachusetts. Seit 1853 saß er im Stadtrat von Boston; zwischen 1856 und 1857 war er als Nachfolger von Jerome Smith Bürgermeister dieser Stadt.

## Kongressabgeordneter und Gouverneur
Zwischen dem 4. März 1859 und dem 3. März 1867 vertrat Rice seinen Staat als Abgeordneter im Kongress. Dort war er Vorsitzender des Marineausschusses. Nach dem Ende seiner Zeit in der Bundeshauptstadt nahm Rice wieder seine Geschäfte in Massachusetts auf. Im Mai 1868 war er Delegierter zur Republican National Convention in Chicago, auf der Ulysses S. Grant als Präsidentschaftskandidat der Partei nominiert wurde.
Am 2. November 1875 wurde Rice zum neuen Gouverneur seines Staates gewählt, wobei er mit 48:45 Prozent der Stimmen gegen den demokratischen Amtsinhaber William Gaston gewann. Nachdem er in den folgenden beiden Jahren jeweils bestätigt wurde, konnte er dieses Amt zwischen dem 6. Januar 1876 und dem 1. Januar 1879 ausüben. In dieser Zeit wurden zwei neue Heilanstalten für Nervenkranke eröffnet. Ein Prohibitionsgesetz auf lokaler Ebene ließ sich politisch nicht durchsetzen. In seiner Amtszeit wurden auch einige soziale Wohlfahrtsprogramme vorgeschlagen. Im Jahr 1878 verzichtete Rice auf eine erneute Kandidatur.

## Weiterer Lebenslauf
Nach dem Ende seiner Gouverneurszeit zog sich Rice aus der Politik zurück. Er war aber nach wie vor im Papiergeschäft tätig. Außerdem war er Mitglied einiger Aufsichtsräte im Finanzsektor und im Bildungsbereich. Alexander Rice starb im Juli 1895 und wurde in Newton beigesetzt. Er war zweimal verheiratet und hatte insgesamt vier Kinder.